# Torna a 2020. évi nyári olimpiai játékokon
A 2020. évi nyári olimpiai játékokon a tornában tizennyolc versenyszámot rendeztek meg a szertorna (14), a ritmikus gimnasztika (2) és a trambulin (2) szakágakban. A versenyszámokat július 24. és augusztus 8. között tartották.

## Összesített éremtáblázat
(A táblázatokban a rendező nemzet sportolói eltérő háttérszínnel, az egyes számoszlopok legmagasabb értéke vagy értékei vastagítással kiemelve.)
| A 2020. évi nyári olimpiai játékok éremtáblázata tornában | A 2020. évi nyári olimpiai játékok éremtáblázata tornában | A 2020. évi nyári olimpiai játékok éremtáblázata tornában | A 2020. évi nyári olimpiai játékok éremtáblázata tornában | A 2020. évi nyári olimpiai játékok éremtáblázata tornában | Olimpia  |
| --------------------------------------------------------- | --------------------------------------------------------- | --------------------------------------------------------- | --------------------------------------------------------- | --------------------------------------------------------- | -------- |
|                                                           | Ország                                                    | Arany                                                     | Ezüst                                                     | Bronz                                                     | Összesen |
| 1.                                                        | Kína (CHN)                                                | 4                                                         | 5                                                         | 2                                                         | 11       |
| 2.                                                        | Az Orosz Olimpiai Bizottság versenyzői (ROC)              | 2                                                         | 4                                                         | 4                                                         | 10       |
| 3.                                                        | Egyesült Államok (USA)                                    | 2                                                         | 2                                                         | 2                                                         | 6        |
| 4.                                                        | Japán (JPN)                                               | 2                                                         | 1                                                         | 2                                                         | 5        |
| 5.                                                        | Izrael (ISR)                                              | 2                                                         | 0                                                         | 0                                                         | 2        |
| 6.                                                        | Brazília (BRA)                                            | 1                                                         | 1                                                         | 0                                                         | 2        |
| 7.                                                        | Nagy-Britannia (GBR)                                      | 1                                                         | 0                                                         | 2                                                         | 3        |
| 8.                                                        | Dél-Korea (KOR)                                           | 1                                                         | 0                                                         | 1                                                         | 2        |
| 8.                                                        | Fehéroroszország (BLR)                                    | 1                                                         | 0                                                         | 1                                                         | 2        |
| 10.                                                       | Belgium (BEL)                                             | 1                                                         | 0                                                         | 0                                                         | 1        |
| 10.                                                       | Bulgária (BUL)                                            | 1                                                         | 0                                                         | 0                                                         | 1        |
|                                                           |                                                           |                                                           |                                                           |                                                           |          |
| 12.                                                       | Olaszország (ITA)                                         | 0                                                         | 1                                                         | 1                                                         | 2        |
| 13.                                                       | Horvátország (CRO)                                        | 0                                                         | 1                                                         | 0                                                         | 1        |
| 13.                                                       | Németország (GER)                                         | 0                                                         | 1                                                         | 0                                                         | 1        |
| 13.                                                       | Spanyolország (ESP)                                       | 0                                                         | 1                                                         | 0                                                         | 1        |
| 13.                                                       | Tajvan (TPE)                                              | 0                                                         | 1                                                         | 0                                                         | 1        |
|                                                           |                                                           |                                                           |                                                           |                                                           |          |
| 17.                                                       | Görögország (GRE)                                         | 0                                                         | 0                                                         | 1                                                         | 1        |
| 17.                                                       | Örményország (ARM)                                        | 0                                                         | 0                                                         | 1                                                         | 1        |
| 17.                                                       | Törökország (TUR)                                         | 0                                                         | 0                                                         | 1                                                         | 1        |
| 17.                                                       | Új-Zéland (NZL)                                           | 0                                                         | 0                                                         | 1                                                         | 1        |
|                                                           |                                                           |                                                           |                                                           |                                                           |          |
| Összesen                                                  | Összesen                                                  | 18                                                        | 18                                                        | 19                                                        | 55       |

## Férfi

### Éremtáblázat
| A 2020. évi nyári olimpiai játékok éremtáblázata férfi tornában | A 2020. évi nyári olimpiai játékok éremtáblázata férfi tornában | A 2020. évi nyári olimpiai játékok éremtáblázata férfi tornában | A 2020. évi nyári olimpiai játékok éremtáblázata férfi tornában | A 2020. évi nyári olimpiai játékok éremtáblázata férfi tornában | Olimpia  |
| --------------------------------------------------------------- | --------------------------------------------------------------- | --------------------------------------------------------------- | --------------------------------------------------------------- | --------------------------------------------------------------- | -------- |
|                                                                 | Ország                                                          | Arany                                                           | Ezüst                                                           | Bronz                                                           | Összesen |
| 1.                                                              | Kína (CHN)                                                      | 2                                                               | 3                                                               | 2                                                               | 7        |
| 2.                                                              | Japán (JPN)                                                     | 2                                                               | 1                                                               | 1                                                               | 4        |
| 3.                                                              | Az Orosz Olimpiai Bizottság versenyzői (ROC)                    | 1                                                               | 1                                                               | 2                                                               | 4        |
| 4.                                                              | Dél-Korea (KOR)                                                 | 1                                                               | 0                                                               | 0                                                               | 1        |
| 4.                                                              | Fehéroroszország (BLR)                                          | 1                                                               | 0                                                               | 0                                                               | 1        |
| 4.                                                              | Izrael (ISR)                                                    | 1                                                               | 0                                                               | 0                                                               | 1        |
| 4.                                                              | Nagy-Britannia (GBR)                                            | 1                                                               | 0                                                               | 0                                                               | 1        |
|                                                                 |                                                                 |                                                                 |                                                                 |                                                                 |          |
| 8.                                                              | Horvátország (CRO)                                              | 0                                                               | 1                                                               | 0                                                               | 1        |
| 8.                                                              | Németország (GER)                                               | 0                                                               | 1                                                               | 0                                                               | 1        |
| 8.                                                              | Spanyolország (ESP)                                             | 0                                                               | 1                                                               | 0                                                               | 1        |
| 8.                                                              | Tajvan (TPE)                                                    | 0                                                               | 1                                                               | 0                                                               | 1        |
|                                                                 |                                                                 |                                                                 |                                                                 |                                                                 |          |
| 12.                                                             | Görögország (GRE)                                               | 0                                                               | 0                                                               | 1                                                               | 1        |
| 12.                                                             | Örményország (ARM)                                              | 0                                                               | 0                                                               | 1                                                               | 1        |
| 12.                                                             | Törökország (TUR)                                               | 0                                                               | 0                                                               | 1                                                               | 1        |
| 12.                                                             | Új-Zéland (NZL)                                                 | 0                                                               | 0                                                               | 1                                                               | 1        |
|                                                                 |                                                                 |                                                                 |                                                                 |                                                                 |          |
| Összesen                                                        | Összesen                                                        | 9                                                               | 9                                                               | 9                                                               | 27       |

### Érmesek
| A 2020. évi nyári olimpiai játékok érmesei férfi tornában | |         |                                                                                |         | |         |
| Versenyszám                                               | Arany | Arany   | Ezüst                                                                          | Ezüst   | Bronz | Bronz   |
| Gyűrű                                                     | Liu Jang (Liu Yang) · Kína (CHN)                                                                                          | 15,500  | Ju Hao (You Hao) · Kína (CHN)                                                  | 15,300  | Elefthériosz Petrúniasz · Görögország (GRE)                                                                                   | 15,200  |
| Korlát                                                    | Cou Csing-jüan (Zou Jingyuan) · Kína (CHN)                                                                                | 16,233  | Lukas Dauser · Németország (GER)                                               | 15,700  | Ferhat Arıcan · Törökország (TUR)                                                                                             | 15,633  |
| Lólengés                                                  | Max Whitlock · Nagy-Britannia (GBR)                                                                                       | 15,583  | Li Cse-kaj (Lee Chih-kai) · Tajvan (TPE)                                       | 15,400  | Kaja Kazuma · Japán (JPN) | 14,900  |
| Nyújtó                                                    | Hasimoto Daiki · Japán (JPN)                                                                                              | 15,066  | Tin Srbić · Horvátország (CRO)                                                 | 14,900  | Nyikita Nagornij · Az Orosz Olimpiai Bizottság versenyzői (ROC)                                                               | 14,533  |
| Talaj                                                     | Artem Dolhopjat · Izrael (ISR)                                                                                            | 14,933  | Rayderley Zapata · Spanyolország (ESP)                                         | 14,933  | Hsziao Zso-teng (Xiao Ruoteng) · Kína (CHN)                                                                                   | 14,766  |
| Ugrás                                                     | Sin Dzsehvan (Shin Je-hwan) · Dél-Korea (KOR)                                                                             | 14,783  | Gyenyisz Abljazin · Az Orosz Olimpiai Bizottság versenyzői (ROC)               | 14,783  | Artur Davtján · Örményország (ARM)                                                                                            | 14,733  |
| Egyéni összetett                                          | Hasimoto Daiki · Japán (JPN)                                                                                              | 88,465  | Hsziao Zso-teng (Xiao Ruoteng) · Kína (CHN)                                    | 88,065  | Nyikita Nagornij · Az Orosz Olimpiai Bizottság versenyzői (ROC)                                                               | 88,031  |
| Csapat összetett                                          | Az Orosz Olimpiai Bizottság versenyzői (ROC) · Gyenyisz Abljazin · David Beljavszkij · Artur Dalalojan · Nyikita Nagornij | 262,500 | Japán (JPN) · Hasimoto Daiki · Kaja Kazuma · Kitazono Takeru · Tanigava Vataru | 262,397 | Kína (CHN) · Lin Csao-pan (Lin Chaopan) · Szun Vej (Sun Wei) · Hsziao Zso-teng (Xiao Ruoteng) · Cou Csing-jüan (Zou Jingyuan) | 261,894 |

## Női

### Éremtáblázat
| A 2020. évi nyári olimpiai játékok éremtáblázata női tornában | A 2020. évi nyári olimpiai játékok éremtáblázata női tornában | A 2020. évi nyári olimpiai játékok éremtáblázata női tornában | A 2020. évi nyári olimpiai játékok éremtáblázata női tornában | A 2020. évi nyári olimpiai játékok éremtáblázata női tornában | Olimpia  |
| ------------------------------------------------------------- | ------------------------------------------------------------- | ------------------------------------------------------------- | ------------------------------------------------------------- | ------------------------------------------------------------- | -------- |
|                                                               | Ország                                                        | Arany                                                         | Ezüst                                                         | Bronz                                                         | Összesen |
| 1.                                                            | Egyesült Államok (USA)                                        | 2                                                             | 2                                                             | 2                                                             | 6        |
| 2.                                                            | Kína (CHN)                                                    | 2                                                             | 2                                                             | 0                                                             | 4        |
| 3.                                                            | Az Orosz Olimpiai Bizottság versenyzői (ROC)                  | 1                                                             | 3                                                             | 2                                                             | 6        |
| 4.                                                            | Brazília (BRA)                                                | 1                                                             | 1                                                             | 0                                                             | 2        |
| 5.                                                            | Belgium (BEL)                                                 | 1                                                             | 0                                                             | 0                                                             | 1        |
| 5.                                                            | Bulgária (BUL)                                                | 1                                                             | 0                                                             | 0                                                             | 1        |
| 5.                                                            | Izrael (ISR)                                                  | 1                                                             | 0                                                             | 0                                                             | 1        |
|                                                               |                                                               |                                                               |                                                               |                                                               |          |
| 8.                                                            | Olaszország (ITA)                                             | 0                                                             | 1                                                             | 1                                                             | 2        |
|                                                               |                                                               |                                                               |                                                               |                                                               |          |
| 9.                                                            | Nagy-Britannia (GBR)                                          | 0                                                             | 0                                                             | 2                                                             | 2        |
| 10.                                                           | Dél-Korea (KOR)                                               | 0                                                             | 0                                                             | 1                                                             | 1        |
| 10.                                                           | Fehéroroszország (BLR)                                        | 0                                                             | 0                                                             | 1                                                             | 1        |
| 10.                                                           | Japán (JPN)                                                   | 0                                                             | 0                                                             | 1                                                             | 1        |
|                                                               |                                                               |                                                               |                                                               |                                                               |          |
| Összesen                                                      | Összesen                                                      | 9                                                             | 9                                                             | 10                                                            | 28       |

### Érmesek
| A 2020. évi nyári olimpiai játékok érmesei női tornában | |         |                                                                                     |         |                                                                                              |         |
| Versenyszám                                             | Arany | Arany   | Ezüst                                                                               | Ezüst   | Bronz                                                                                        | Bronz   |
| Gerenda                                                 | Kuan Csen-csen (Guan Chenchen) · Kína (CHN)                                                                                        | 14,633  | Tang Hszi-csing (Tang Xijing) · Kína (CHN)                                          | 14,233  | Simone Biles · Egyesült Államok (USA)                                                        | 14,000  |
| Felemás korlát                                          | Nina Derwael · Belgium (BEL) | 15,200  | Anasztaszija Iljankova · Az Orosz Olimpiai Bizottság versenyzői (ROC)               | 14,833  | Sunisa Lee · Egyesült Államok (USA)                                                          | 14,500  |
| Ugrás                                                   | Rebeca Andrade · Brazília (BRA) | 15,083  | MyKayla Skinner · Egyesült Államok (USA)                                            | 14,916  | Jo Szodzsong (Yeo Seo-jeong) · Dél-Korea (KOR)                                               | 14,733  |
| Talaj                                                   | Jade Carey · Egyesült Államok (USA)                                                                                                | 14,366  | Vanessa Ferrari · Olaszország (ITA)                                                 | 14,200  | Murakami Mai · Japán (JPN)                                                                   | 14,166  |
| Talaj                                                   | Jade Carey · Egyesült Államok (USA)                                                                                                | 14,366  | Vanessa Ferrari · Olaszország (ITA)                                                 | 14,200  | Angelina Melnyikova · Az Orosz Olimpiai Bizottság versenyzői (ROC)                           | 14,166  |
| Egyéni összetett                                        | Sunisa Lee · Egyesült Államok (USA)                                                                                                | 57,433  | Rebeca Andrade · Brazília (BRA)                                                     | 57,298  | Angelina Melnyikova · Az Orosz Olimpiai Bizottság versenyzői (ROC)                           | 57,199  |
| Csapat összetett                                        | Az Orosz Olimpiai Bizottság versenyzői (ROC) · Lilija Ahaimova · Viktorija Lisztunova · Angelina Melnyikova · Vlagyiszlava Urazova | 169,528 | Egyesült Államok (USA) · Simone Biles · Jordan Chiles · Sunisa Lee · Grace McCallum | 166,096 | Nagy-Britannia (GBR) · Jennifer Gadirova · Jessica Gadirova · Alice Kinsella · Amelie Morgan | 164,096 |

## Ritmikus gimnasztika
| A 2020. évi nyári olimpiai játékok érmesei ritmikus gimnasztikában | | | |
| Versenyszám                                                        | Arany | Ezüst | Bronz |
| Egyéni                                                             | Linoy Ashram · Izrael (ISR)                                                                                 | Gyina Averina · Az Orosz Olimpiai Bizottság versenyzői (ROC)                                                                                                  | Alina Harnaszko · Fehéroroszország (BLR)                                                                           |
| Csapat                                                             | Bulgária (BUL) · Szimona Gyankova · Sztefani Kirjakova · Madlen Radukanova · Laura Traatsz · Erika Zafirova | Az Orosz Olimpiai Bizottság versenyzői (ROC) · Anasztaszija Bliznyuk · Anasztaszija Makszimova · Angelina Skatova · Anasztaszija Tatareva · Alisza Tyiscsenko | Olaszország (ITA) · Martina Centofanti · Agnese Duranti · Alessia Maurelli · Daniela Mogurean · Martina Santandrea |

## Trambulin
| A 2020. évi nyári olimpiai játékok érmesei trambulinban |                                           |        |                                    |        |                                    |        |
| Versenyszám                                             | Arany                                     | Arany  | Ezüst                              | Ezüst  | Bronz                              | Bronz  |
| Férfi                                                   | Ivan Litvinovics · Fehéroroszország (BLR) | 61,715 | Tung Tung (Dong Dong) · Kína (CHN) | 61,235 | Dylan Schmidt · Új-Zéland (NZL)    | 60,675 |
| Női                                                     | Csu Hszüe-jing (Zhu Xueying) · Kína (CHN) | 56,635 | Liu Ling-ling · Kína (CHN)         | 56,350 | Bryony Page · Nagy-Britannia (GBR) | 55,735 |